# Izlazni rad materijala
Izlazni rad materijala je minimalna energija (obično izražena u elektronvoltima - eV), potrebna da izbaci elektron s površine krute tvari, da bi ga mogao napustiti. To je karakteristično svojstvo svake krute tvari.

## Izlazni rad materijala kod fotoefekta
Kod fotoefekta, izlazni rad materijala se ostvaruje s fotonima svjetlosti koja pada na površinu krutog materijala. Ako je energija ulaznog fotona svjetlosti mala, tada elektron neće imati dovoljno energije da napusti materijal:
{\displaystyle \phi =hf_{0}\,}
gdje je h – Planckova konstanta, f0 – granična frekvencija za određeni metal ili drugu krutu tvar.

## Mjerenje na bazi fotoelektronske spektroskopije
Fotoelektronska spektroskopija nije klasična spektroskopija jer ne promatra elektromagnetsko zračenje koje je molekula apsorbirala ili emitirala, već promatra elektrone koje je molekula ispustila zbog djelovanja elektromagnetskog zračenja. Kako elekromagnetsko zračenje mora imati dovoljnu energiju za ionizaciju molekule, koristi se vakuumsko ultraljubičasto zračenje. Zračenje mora biti monokromatsko. Rjeđe se koristi i rendgensko zračenje. Vakuumsko ultraljubičasto zračenje ima dovoljnu energiju za ionizaciju valentnih elektrona, pa se primjenom tog zračenja, mogu vidjeti samo ionizacije valentnih elektrona te odrediti energije njihovih orbitala. Primjenom rendgenskog zračenja, mogu se ionizirati i sržni elektroni. Primjenom rendgenskog zračenja ne može se postići razlučivanje, kao primjenom vakuumskog ultraljubičastog zračenja. Kako elektroni utječu jedni na druge, energije sržnih elektrona u manjoj mjeri ovise i o vanjskim elektronima, a tako i o elektronskom okruženju atoma. Na taj način je moguće analizirati strukture molekula.
Fotoelektronska spektroskopija koja koristi rendgensko zračenje, naziva se i ESCA (Electron Spectroscopy for Chemical Analysis). Fotoelektronska spektroskopija se zasniva na fotoelektričnom efektu. Energija elektrona, izbačenog iz molekule je jednaka energiji elektromagnetskog zračenja, umanjenoj za energiju vezanja elektrona koji je izbačen, te energija vibracije i rotacije molekule. U fotoelektronskom spektru se vide energije energije elektrona, a ako spektar ima dovoljno veliko razlučivanje, moguće je vidjeti i vibracijsku strukturu.

## Izlazni rad materijala pojedinih elemenata
| Element | eV        | Element | eV        | Element | eV        | Element | eV        | Element | eV        |
| ------- | --------- | ------- | --------- | ------- | --------- | ------- | --------- | ------- | --------- |
| Ag:     | 4,52-4,74 | Al:     | 4,06-4,26 | As:     | 3,75      | Au:     | 5,1-5,47  | B:      | ~4,45     |
| Ba:     | 2,52-2,7  | Be:     | 4,98      | Bi:     | 4,34      | C:      | ~5        | Ca:     | 2,87      |
| Cd:     | 4,08      | Ce:     | 2,9       | Co:     | 5         | Cr:     | 4,5       | Cs:     | 2,14      |
| Cu:     | 4,53-5,10 | Eu:     | 2,5       | Fe:     | 4,67-4,81 | Ga:     | 4,32      | Gd:     | 2,90      |
| Hf:     | 3,9       | Hg:     | 4,475     | In:     | 4,09      | Ir:     | 5,00-5,67 | K:      | 2,29      |
| La:     | 4         | Li:     | 2,93      | Lu:     | ~3,3      | Mg:     | 3,66      | Mn:     | 4,1       |
| Mo:     | 4,36-4,95 | Na:     | 2,36      | Nb:     | 3,95-4,87 | Nd:     | 3,2       | Ni:     | 5,04-5,35 |
| Os:     | 5,93      | Pb:     | 4,25      | Pd:     | 5,22-5,6  | Pt:     | 5,12-5,93 | Rb:     | 2,261     |
| Re:     | 4,72      | Rh:     | 4,98      | Ru:     | 4,71      | Sb:     | 4,55-4,7  | Sc:     | 3,5       |
| Se:     | 5,9       | Si:     | 4,60-4,85 | Sm:     | 2,7       | Sn:     | 4,42      | Sr:     | ~2,59     |
| Ta:     | 4,00-4,80 | Tb:     | 3,00      | Te:     | 4,95      | Th:     | 3,4       | Ti:     | 4,33      |
| Tl:     | ~3,84     | U:      | 3,63-3,90 | V:      | 4,3       | W:      | 4,32-5,22 | Y:      | 3,1       |
| Yb:     | 2,60      | Zn:     | 3,63-4,9  | Zr:     | 4,05      |         |           |         |           |